# Ян Попкен
Ян Попкен (нід. Jan Popken), (14 грудня 1905, Гейкерсмільде, в провінції Дренте, Нідерланди — 6 серпня 1970, Амстердам) — нідерландський математик.

## Життєпис
Попкен народився 14 грудня 1905 року на хуторі Гейкерсмільде на південний захід від Смільди в провінції Дренте у фермерській родині Яна Попкена та Янт'є Гофман. Хоча його батьки були людьми звичайного походження, вони сприяли бажанню Яна здобувати освіту. Батько був успішним фермером, на піці його сільськогосподарського бізнесу він мав дві молотарки, а на його фермі працювало до сотні робітників.
Достаток в родині дав змогу Яну-молодшому вивчати математику та фізику в Гронінгенському університеті. Під час навчання проявився його особливий талант до математики, його іспити були відзначені предикатом cum laude.
1932 року в університеті він навчався під керівництвом Едмунда Ландау, теоретика чисел.
Після закінчення університету він працював учителем з математики у Гаазі, у Вендамі та Тер-Апелі (провінція Гронінген).
Поза тим Ян Попкен продовжував наукові математичні дослідження в Гронінгенському університеті під керівництвом Йоханнеса ван дер Корпута, за результатами яких 12 липня 1935 р. він захистив дисертацію на тему «Uber arithmetische Eigenschaften analyticaler Funktionen» (З питань арифметичних властивостей аналітичних функцій) і здобув ступінь доктора філософії з математики та фізики.
До 1940 року він працював у рідному університеті приват-доцентом. У 1940—1942 рр. був приват-доцентом в Лейденському університеті, а з 1947 р. — професором в Утрехтському університеті та з 1955 р. — в Амстердамському університеті.
1954 року став членом Королівської академії мистецтв і наук Нідерландів.

## Наукові дослідження
Дослідження Яна Попкена присвячені арифметичним властивостям аналітичних функцій, теорії та аналізу чисел. Він має велику кількість публікацій на своє ім'я, головним чином у галузі теорії чи аналізу чисел. Він займався також трансцендентними числами і дав міру трансцендентності для числа π та разом з Ю. Коксма для числа Ейлера e.
Цікавився історією математики, культури і науки.
Він був чудовим лектором, завжди ретельно готувався до лекцій, читав їх так, щоб студенти встигали їх осмислити і записати, насичував їх гумором.
Ян Попкен був одружений з Катаріною Корнелією Йоганною Кейт. Від цього шлюбу народилося троє дітей.
Він помер 6 серпня 1970 р. після дворічної хвороби, похований на цвинтарі Zorgvlied в Амстердамі.